# Aphelandra arnoldii
Aphelandra arnoldii är en akantusväxtart som beskrevs av Gottfried Wilhelm Johannes Mildbraed. Aphelandra arnoldii ingår i släktet Aphelandra och familjen akantusväxter. Inga underarter finns listade i Catalogue of Life.